# خوان مائوری
خوان مائوری (انگلیسی: Juan Mauri؛ زادهٔ ۲۹ دسامبر ۱۹۸۸) بازیکن فوتبال اهل آرژانتین است.
از باشگاه‌هایی که در آن بازی کرده‌است می‌توان به باشگاه فوتبال آ.ث. میلان اشاره کرد.